# Гомфус
Го́мфус (лат. Gómphus) — род грибов семейства Гомфовые (Gomphaceae), включающий от двух видов. Ранее виды считались родственниками лисичек, но молекулярные исследования показали, что гомфусы — родственники весёлок и решёточников.

## Представители
По данным EOL, род Гомфус включает следующие виды:
- Gomphus africanus R. H. Petersen, 1976
- Gomphus clavatus (Pers.) S.F.Gray, 1821 typus — Гомфус булавовидный
- Gomphus crassipes (L. M. Dufour) Maire, 1937
- Gomphus dingleyae Segedin, 1985
- Gomphus floccosus (Schwein.) Singer, 1945 — Гомфус чешуйчатый
- Gomphus kauffmanii (A. H. Sm.) Corner, 1966
- Gomphus mamorensis Singer, 1983
- Gomphus novae-zelandiae Segedin, 1984
- Gomphus szechwanensis R. H. Petersen, 1972
- Gomphus viridis (Pat.) Singer, 1945